# 廬江郡 (東晉)
廬江郡（僑郡），東晉設置的僑郡。
胡阿祥引《宋書·符瑞志》「晉成帝咸和元年（326年）十月辛卯，宣城舂穀縣山岸崩」、「晉成帝咸康八年（342年）九月，廬江舂穀縣留珪夜見門內有光，取得玉鼎一枚」、「晉穆帝永和元年（345年）二月，舂穀民得金勝一枚，……三月，廬江太守路永上言，於舂穀城北，見水岸邊有紫赤光……」之文推論，咸和二年至三年（327-328）蘇峻之亂後，淮南的流民涌入江南，東晉仍割宣城郡春穀縣（治今安徽省繁昌縣）作為廬江（僑）郡的實土，而廬江（僑）郡的僑縣，因史書缺載，不得而知。后来，為避諱晉簡文宣太后鄭阿春名字，在太元十九年（395年）將春穀縣改名為陽穀縣。
又胡阿祥認為此僑郡終於晉世，然而《宋書·州郡志》無廬江（僑）郡及陽穀縣記載，疑此僑郡在晉安帝義熙八年（412年）土斷時廢僑郡及縣併入淮南（僑）郡，作為淮南（僑）郡的實土，與堂邑郡廢郡作為秦（僑）郡的實土之例相同。